# NGC 1321
NGC 1321 est une petite galaxie lenticulaire située dans la constellation de l'Éridan. NGC 1321 a été découverte par l'astronome germano-britannique William Herschel en 1784.

## Caractéristiques
Sa vitesse par rapport au fond diffus cosmologique est de 2 535 ± 32 km/s, ce qui correspond à une distance de Hubble de 37,4 ± 2,7 Mpc (∼122 millions d'al).

### Classification
On ne s'entend pas sur la classification de cette galaxie, elliptique pour le site NASA/IPAC, spirale pour SED et pour HyperLeda bien qu'aucune structure spirale ne soit visible sur l'image de l'étude DSS. La classification de lenticulaire semble plus probable.

### Émission de radiation ultraviolette
NGC 1321 est une galaxie dont le noyau brille dans le domaine de l'ultraviolet. Elle est inscrite dans le catalogue de Markarian sous la cote Mrk 608 (MK 608).